# Aphroditeola
Aphroditeola is een monotypisch geslacht van schimmels behorend tot de familie Hygrophoraceae. Het bevat alleen de soort Aphroditeola olida.